# Zenon Żyburtowicz
Zenon Żyburtowicz (ur. 1 marca 1949 w Siedlcach) – polski artysta fotografik, reporter, podróżnik.
Artysta fotografik publikujący swoje prace w prasie polskiej: Moda i Styl, Polityka, Kobieta i życie, Pani, Veto i zagranicznej: Schweizer Illustrierte, Die Welt (Niemcy) i Die Ganze Woche (Austria). Autor albumów fotograficznych, zdjęć na potrzeby kampanii reklamowych filmów fabularnych. Współpracuje z agencją „East News”. Członek ZPAF oraz Stowarzyszenia Polskich Artystów Karykatury. Autor zdjęć prezentujących pejzaże, zabytki architektury, sytuacje humorystyczne. Archiwizował losy polskiego ruchu naturystycznego w latach 80. XX wieku.

## Wybór wystaw indywidualnych
- 1984-1986: „Fotoreportaże”, prezentowana w Warszawie, Lublinie i Koszalinie
- 1988: „Japonia”, prezentowana w Warszawie i Koszalinie
- 1990: „Barwy życia”, prezentowana w Wilnie
- 1990: „Wachlarz uczuć”, prezentowana na Teneryfie
- 1993-1994: „Jumbo! – Kenia”, prezentowana w Warszawie i Kozienicach
- 1993: „Takie kwiatki”, prezentowana w Muzeum Karykatury w Warszawie
- 1993-1994: „Takie kwiatki”, prezentowana w Toruniu i Kielcach
- 1995-1996: „Syberia – z biegiem Jeniseju”, prezentowana w Wiedniu, Warszawie, Kozienicach, Gliwicach i Tarnowie
- 1995-1996: „W domowych kapciach”, prezentowana w Muzeum Karykatury w Warszawie, Legnicy i Katowicach
- 2010: „Niektórzy wolą blondynki”, prezentowana w Muzeum Karykatury w Warszawie[6]

## Wybór publikacji albumowych
- 2004: Stara baśń – Portret filmu, Wyd. Prószyński i S-ka, ISBN 83-7337-451-5.
- 2004: Najpiękniejsze dwory polskie, Wyd. Świat książki, ISBN 83-7391-056-5.
- 2004: Pałace polskie, Wyd. Horyzont, ISBN 83-247-0083-8.
- 2006: Urok lat minionych, Wyd. Muza S.A., ISBN 978-83-7495-331-3; wyd. 2 Muza S.A. 2007, ISBN 978-83-7495-065-7.
- 2008: Zamki i pałace polskie, Wyd. Świat książki, ISBN 978-83-7391-918-1.
- 2008: Z Dala od drogi..., Wyd. Świat książki, ISBN 978-83-2471-081-2.
- 2009: Wypoczynek z duchami, Wyd. Świat Książki, ISBN 978-83-247-1264-9.
- 2011: Portret PRL – Twarze i maski, Wyd. Carta Blanca, ISBN 978-83-7705-139-9[5]